# Cremnops testaceus
Cremnops testaceus är en stekelart som beskrevs av Perez 1907. Cremnops testaceus ingår i släktet Cremnops och familjen bracksteklar. Inga underarter finns listade i Catalogue of Life.